# François Langlade

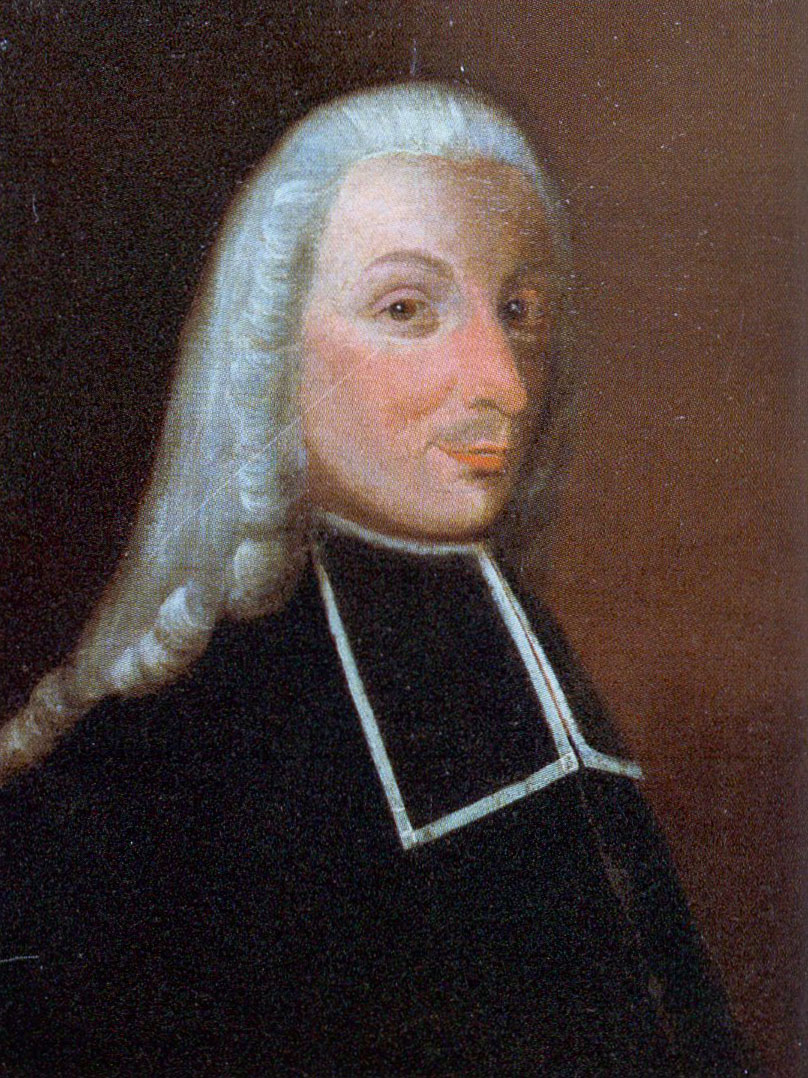
François de Langlade du Chayla, Bild im Musée Ignon-Fabre, Mende

François de Langlade du Chayla (Abbé de Chaila; auch Abbé du Chayla; * 1647 auf Schloss Chayla d’Ance in der Gemeinde Saint-Paul-le-Froid; † 24. Juli 1702 in Le Pont-de-Montvert) war ein französischer römisch-katholischer Priester, Erzpriester in den Cevennen und dort zuständiger Missionsinspektor. Seine grausame Behandlung und Folterung protestantischer französischer Hugenotten war die Ursache für seine Ermordung und ein Auslöser des Cevennenkrieges gegen die Kamisarden. 

## Leben
Langlade stammt aus einer Adelsfamilie im Gévaudan. Geboren wurde er im Schloss Chayla d’Ance als Sohn von Balthazar de Langlade, Herr von Fraissinet, La Fargette, Villeret etc., und der Françoise d’Apchier, Dame Vicomtesse du Chayla, Saint-Paul etc.
In jungen Jahren war Langlade Missionar in Siam, dem heutigen Thailand. Dort wurde er in einer Auseinandersetzung mit Buddhisten so schwer verletzt, dass er als vermeintlich Toter zurückgelassen wurde. Er überlebte jedoch und kehrte nach Frankreich zurück. Dort diente sein Haus in Le Pont-de-Montvert auch als Gefängnis und Folterstätte für die Protestanten. Wie Robert Louis Stevenson berichtet, soll Langlade „die Hände seiner Gefangenen glühenden Kohlen ausgesetzt und ihnen die Barthaare ausgerissen haben, um sie von der Irreführung durch ihre religiösen Ansichten zu überzeugen“.
Wahrscheinlich verbrannte er in seinem Haus, als dieses von Anhängern der protestantischen Seite gestürmt und in Brand gesetzt wurde.